# Castenedolo
Castenedolo là một đô thị trong tỉnh tỉnh Brescia thuộc vùng Lombardia, Ý. Đô thị này có diện tích 26 km², dân số 9961 người. Các đơn vị dân cư trực thuộc là: Alpino, Capodimonte.
Các đô thị giáp ranh gồm: Borgosatollo, Brescia, Calcinato, Ghedi, Mazzano, Montichiari, Rezzato